# СамСам: Приключения Супергероя
«СамСам: Приключения Супергероя» — французский мультипликационный сериал, главным героем которого является персонаж, созданный художником-иллюстратором Сержем Блохом и режиссёром Танги де Кермелем в сотрудничестве с издательской компанией Bayard Presse. На создание СамСама Блоха вдохновил сын.
Также существуют комиксы о приключениях СамСама. Они печатались во многих журналах Bayard Presse, в том числе во французском журнале «Pomme D'Api» и английском - «StoryBox».

## Сюжет и персонажи
Главный герой мультсериала — СамСам — самый маленький супергерой во вселенной. Все в его семье обладают сверхспособностями и умело пользуются ими. СамСам ещё не знает, как правильно использовать свои силы, но это совершенно не мешает ему бороздить просторы космоса на летающей СамТарелке и сражаться с космическими злодеями.
Когда СамСам не пытается спасти мир, то живёт обычной жизнью: ходит в школу, играет с друзьями (марсианцем Свиппи, грязнулей МакЯком и СуперДжулией) и делится секретами с любимым медвежонком Тедди.

## Персонажи
- СамСам — мальчик, родившийся в семье супергероев. Он пока только учится делать разные удивительные вещи.
- СамТедди — плюшевый медвежонок, друг СамСама. Любит давать советы и читать мораль своему другу.
- Свиппи — юный марсианин, страдающий оттого, что не умеет летать.
- СуперДжулия — девочка, хорошая подружка СамСама.

## Роли озвучивали
| Актёр озвучивания   | Роль        |
| ------------------- | ----------- |
| Тео Эншелар         | СамСам      |
| Дамиен Буассо       | СамПапа     |
| Мари-Южени Марешаль | СамМама     |
| Клэр Буаниш         | СуперДжулия |

## ТВ-трансляции
Мультсериал переведён на множество языков, включая английский, французский, кантонский, арабский, немецкий, итальянский, испанский, португальский и русский. Он был показан во многих странах мира.
В Великобритании его крутили на телеканалах ITV4, CITV, Pop, Tiny Pop, а также в лондонском ресторане Wakey! Wakey!. В Австралии «СамСама» показывали на ABC, во Франции - на France 5, в Японии - на TV Tokyo. Его транслировали в Малайзии, Корее, Тайване, Пакистане, Гонконге, Сингапуре, Индонезии, Японии, Таиланде, США, Канаде, Испании, Италии, Скандинавии, Исландии, Португалии, Польше, ОАЭ и Израиле. В России его можно было посмотреть на телеканале «Карусель».
Известно, что мультсериал не раз показывали на борту самолётов Air France.
Его посмотрели уже более 250 миллионов человек по всему миру.
В Норвегии мультсериал стал самой популярной утреннем программой среди детей 2-5 лет с долей рынка 48,5%. В Дании «СамСам» выходит в эфир на телеканале TV 2, занимая 48,8% рынка, что более чем вдвое превышает долю других молодёжных программ в этом блоке.
Англоязычная версия песни из сериала была написана Тоддом Майклом Шульцем и продюсирована Стивеном Марстоном.

## Полнометражный фильм
В 2019 году на основе сериала «СамСам: Приключения Супергероя» был снят полнометражный фильм «Герой СамСам». Премьера анимационной комедии состоялась на кинофестивале в Анси 7 декабря того же года.